# Dyskografia Raya Charlesa
Dyskografia amerykańskiego muzyka rhythm and bluesowego i soulowego Raya Charlesa.

## Single

### Downbeat
Single Raya Charlesa wydane przez wytwórnię Downbeat.
| Rok  | Tytuł                                          | Hot R&B/Hip-Hop Songs |
| ---- | ---------------------------------------------- | --------------------- |
| 1949 | „I Love, I Love You (I Will Never Let You Go)” | –                     |
| 1949 | „Confession Blues”                             | 2                     |
| 1949 | „How Long, How Long Blues”                     | –                     |
| 1949 | „A Sentimental Blues”                          | –                     |
| 1949 | „Alone in the City”                            | –                     |
| 1949 | „Let's Have a Ball”                            | –                     |

### Swingtime
Single Raya Charlesa wydane przez wytwórnię Swingtime.
| Rok  | Tytuł                               | Hot R&B/Hip-Hop Songs |
| ---- | ----------------------------------- | --------------------- |
| 1949 | „I've Had My Fun (Going Down Slow)” | –                     |
| 1949 | „Ain’t That Fine”                   | –                     |
| 1949 | „See See Rider”                     | –                     |
| 1949 | „Honey Honey”                       | –                     |
| 1949 | „Th'Ego Song”                       | –                     |
| 1949 | „Someday”                           | –                     |
| 1951 | „I Wonder Who's Kissing Her Now”    | –                     |
| 1951 | „Baby Let Me Hold Your Hand”        | 5                     |
| 1952 | „Kissa Me Baby”                     | –                     |
| 1952 | „Baby Won't You Please Come Home”   | –                     |
| 1952 | „Let Me Hear You Call My Name”      | –                     |
| 1953 | „The Snow Is Falling”               | –                     |

### Atlantic (1952-1964)
Single Raya Charlesa wydane przez wytwórnię Atlantic w latach 1952-1964.
| Rok  | Tytuł                                | Billboard Hot 100 | Hot R&B/Hip-Hop Songs |
| ---- | ------------------------------------ | ----------------- | --------------------- |
| 1952 | „The Midnight Hour”                  | –                 | –                     |
| 1953 | „The Sun's Gonna Shine Again”        | –                 | –                     |
| 1953 | „Mess Around”                        | –                 | 3                     |
| 1953 | „Feelin' Sad”                        | –                 | –                     |
| 1954 | „It Should Have Been Me”             | –                 | 5                     |
| 1954 | „Don't You Know”                     | –                 | 10                    |
| 1955 | „I Got a Woman”                      | –                 | 1                     |
| 1955 | „Come Back Baby”                     | –                 | 4                     |
| 1955 | „This Little Girl of Mine”           | –                 | 9                     |
| 1955 | „Blackjack”                          | –                 | 8                     |
| 1955 | „Greenbacks”                         | –                 | 5                     |
| 1955 | „A Fool for You”                     | –                 | 1                     |
| 1956 | „Hallelujah, I Love Her So”          | –                 | 5                     |
| 1956 | „Mary Ann”                           | –                 | 1                     |
| 1956 | „Lonely Avenue”                      | –                 | 6                     |
| 1956 | „Drown in My Own Tears”              | –                 | 1                     |
| 1956 | „What Would I Do Without You”        | –                 | 5                     |
| 1957 | „Ain’t That Love”                    | –                 | 9                     |
| 1957 | „Swanee River Rock”                  | 34                | 14                    |
| 1958 | „Rockhouse (Parts 1 & 2)”            | 79                | 14                    |
| 1959 | „Night Time Is the Right Time”       | 95                | 5                     |
| 1959 | „That’s Enough”                      | –                 | 19                    |
| 1959 | „What’d I Say”                       | 6                 | 1                     |
| 1959 | „I’m Movin’ On”                      | 40                | 11                    |
| 1960 | „Come Rain Or Come Shine”            | 83                | –                     |
| 1960 | „Don't Let the Sun Catch You Cryin'” | 95                | 17                    |
| 1960 | „Let the Good Times Roll”            | 78                | –                     |
| 1960 | „Just For a Thrill”                  | –                 | 16                    |
| 1960 | „Hardhearted Hannah”                 | 55                | –                     |
| 1963 | „Feelin' Sad"                        | 113               | –                     |

### ABC
Single Raya Charlesa wydane przez wytwórnię ABC.
| Rok  | Tytuł                                                      | Billboard Hot 100 | US R&B Chart | US AC Chart | UK Top 75 |
| ---- | ---------------------------------------------------------- | ----------------- | ------------ | ----------- | --------- |
| 1960 | „Ruby”                                                     | 28                | 10           | –           | –         |
| 1960 | „Georgia on My Mind”                                       | 1                 | 3            | –           | 24        |
| 1960 | „Sticks and Stones”                                        | 40                | 2            | –           | –         |
| 1960 | „Tell the Truth”                                           | –                 | 13           | –           | –         |
| 1961 | „Hit the Road Jack”                                        | 1                 | 1            | 6           | –         |
| 1961 | „I’m Gonna Move to the Outskirts of Town”                  | 84                | 25           | –           | –         |
| 1961 | „I've Got News For You”                                    | 66                | 8            | –           | –         |
| 1961 | „One Mint Julep”                                           | 8                 | 1            | –           | –         |
| 1961 | „Them That Got”                                            | 58                | 10           | –           | –         |
| 1962 | „At the Club”                                              | 44                | 7            | –           | –         |
| 1962 | „Baby, It’s Cold Outside” (z Betty Carter)                 | 91                | –            | –           | –         |
| 1962 | „Born to Lose”                                             | 41                | –            | –           | –         |
| 1962 | „But On the Other Hand Baby”                               | 72                | 10           | –           | –         |
| 1962 | „Careless Love”                                            | 60                | –            | –           | –         |
| 1962 | „Unchain My Heart”                                         | 9                 | 1            | –           | –         |
| 1962 | „I Can’t Stop Loving You”                                  | 1                 | 1            | 1           | 1         |
| 1962 | „You Don’t Know Me”                                        | 2                 | 5            | 1           | 9         |
| 1962 | „Hide Nor Hair”                                            | 20                | 7            | –           | –         |
| 1962 | „You Are My Sunshine”                                      | 7                 | 1            | –           |           |
| 1962 | „Your Cheatin’ Heart”                                      | 29                | 23           | 7           | 13        |
| 1963 | „Busted”                                                   | 4                 | 3            | –           | 21        |
| 1963 | „Take These Chains From My Heart”                          | 8                 | 7            | 3           | 5         |
| 1963 | „That Lucky Old Sun (Just Rolls Around Heaven)”            | 12                | 9            | 10          | –         |
| 1963 | „Don't Set Me Free”                                        | 20                | 9            | –           | 37        |
| 1963 | „No One”                                                   | 21                | 9            | 6           | 35        |
| 1963 | „Without Love (There Is Nothing)”                          | 29                | 15           | –           | –         |
| 1963 | „The Brightest Smile in Town”                              | 92                | –            | –           | –         |
| 1964 | „Baby, Don't You Cry”                                      | 39                | N/C* 7       | –           | –         |
| 1964 | „My Heart Cries for You”                                   | 38                | N/C* 9       | –           | –         |
| 1964 | „No One to Cry To”                                         | 55                | N/C* 14      | 38          |           |
| 1964 | „Smack Dab In the Middle”                                  | 52                | N/C* 19      | –           | –         |
| 1964 | „A Tear Fell”                                              | 50                | N/C* 13      | 6           | –         |
| 1965 | „Cry”                                                      | 58                | –            | –           | –         |
| 1965 | „I Got a Woman (Part One)”                                 | 79                | –            | –           | –         |
| 1965 | „I'm a Fool to Care”                                       | 84                | –            | –           | –         |
| 1965 | „Makin’ Whoopee”                                           | 46                | 14           | –           | 42        |
| 1965 | „One More Time”                                            | 32                | –            | –           | –         |
| 1966 | „Crying Time”                                              | 6                 | 5            | 1           | 38        |
| 1966 | „I Chose to Sing the Blues”                                | 32                | 22           | –           | –         |
| 1966 | „Together Again”                                           | 19                | 10           | 1           | 48        |
| 1966 | „Let’s Go Get Stoned”                                      | 31                | 1            | –           | –         |
| 1966 | „I Don’t Need No Doctor”                                   | 72                | 45           | –           | –         |
| 1966 | „Please Say You're Fooling”                                | 64                | –            | –           | –         |
| 1967 | „Here We Go Again”                                         | 15                | 5            | –           | –         |
| 1967 | „In the Heat of the Night”                                 | 33                | 21           | –           | –         |
| 1967 | „Yesterday”                                                | 25                | 9            | –           | 44        |
| 1968 | „That’s a Lie”                                             | 64                | 11           | –           | –         |
| 1968 | „Come Rain or Come Shine”                                  | 98                | –            | –           | –         |
| 1968 | „Eleanor Rigby”                                            | 35                | 30           | –           | 36        |
| 1968 | „Understanding”                                            | 46                | 13           | –           | –         |
| 1969 | „If It Wasn't For Bad Luck”                                | 77                | 21           | –           | –         |
| 1969 | „We Can Make It”                                           | –                 | 31           | –           | –         |
| 1970 | „If You Were Mine”                                         | 41                | 19           | –           | –         |
| 1971 | „Don't Change On Me”                                       | 36                | 13           | –           | –         |
| 1971 | „Feel So Bad”                                              | 68                | 16           | –           | –         |
| 1971 | „Booty Butt”                                               | 31                | –            | –           | –         |
| 1972 | „Look What They've Done to My Song, Ma”                    | 65                | 25           | –           | –         |
| 1972 | „What Am I Living For”                                     | 54                | –            | –           | –         |
| 1973 | „I Can Make It Thru The Days (But Oh Those Lonely Nights)” | 81                | 21           | –           | –         |

- Billboard w okresie od listopada 1963 roku do stycznia 1965 roku nie publikował notowania Hot R&B/Hip-Hop Songs.

### Crossover (1973–1976)
Single Raya Charlesa wydane przez wytwórnię Crossover w latach 1973–1976.
| Rok  | Tytuł                   | US Pop Chart | US R&B Chart |
| ---- | ----------------------- | ------------ | ------------ |
| 1973 | „Come Live With Me”     | 82           | 30           |
| 1974 | „Louise”                | –            | –            |
| 1975 | „Living for the City”   | 91           | 22           |
| 1976 | „America the Beautiful” | –            | 98           |

### Atlantic (1977–1980)
Single Raya Charlesa wydane przez wytwórnię Atlantic w latach 1977–1980.
| Rok  | Tytuł                    | US R&B Chart |
| ---- | ------------------------ | ------------ |
| 1977 | „I Can See Clearly Now”  | 35           |
| 1978 | „Game Number Nine”       | –            |
| 1978 | „Riding Thumb”           | –            |
| 1978 | „Christmas Time”         | 12           |
| 1979 | „Some Enchanted Evening” | –            |
| 1979 | „Just Because”           | 69           |
| 1980 | „Compared to What”       | 74           |

### Columbia
Single Raya Charlesa wydane przez wytwórnię Columbia.
| Rok  | Tytuł                                             | US Country Chart |
| ---- | ------------------------------------------------- | ---------------- |
| 1982 | „Born to Love Me”                                 | 20               |
| 1983 | „3/4 Time”                                        | 37               |
| 1983 | „Ain’t Your Memory Got No Pride At All”           | 82               |
| 1983 | „We Didn't See a Thing”                           | 6                |
| 1984 | „Do I Ever Cross Your Mind”                       | 50               |
| 1984 | „Woman Sensuous Woman”                            | –                |
| 1984 | „(All I Wanna Do Is) Lay Around and Love on You”  | –                |
| 1984 | „Rock and Roll Shoes” (z B.J. Thomasem)           | 14               |
| 1984 | „Seven Spanish Angels” (z Williem Nelsonem)       | 1                |
| 1985 | „It Ain’t Gonna Worry My Mind”                    | 12               |
| 1985 | „Two Old Cats Like Us” (z Hankiem Williamsem Jr.) | 14               |
| 1986 | „The Pages of My Mind” (z Ronnie Milsap)          | 34               |
| 1986 | „Dixie Moon”                                      | 66               |

### Warner Bros. Records
Single Raya Charlesa wydane przez wytwórnię Warner Bros. Records.
| Rok  | Tytuł                                   | US Country Chart |
| ---- | --------------------------------------- | ---------------- |
| 1980 | „Beers to You” (z Clintem Eastwoodem)   | –                |
| 1983 | „Ain’t Your Memory Got No Pride at All” | 82               |
| 1987 | „A Little Bit of Heaven”                | 76               |
| 1991 | „Fresh Out of Tears”                    | –                |
| 1993 | „I’ll Be There”                         | –                |

### Crossover (2002)
Single Raya Charlesa wydane przez wytwórnię Crossover w 2002 roku.
| Rok  | Tytuł    | US R&B Chart |
| ---- | -------- | ------------ |
| 2002 | „Mother” | 72           |

### Inne wydania
| Rok  | Tytuł                                                 | US Pop Chart | US R&B Chart | US AC Chart | US Dance Chart | UK Top 75 | JP Chart |
| ---- | ----------------------------------------------------- | ------------ | ------------ | ----------- | -------------- | --------- | -------- |
| 1979 | „Just Because”                                        | –            | 69           | –           | –              | –         | –        |
| 1986 | „Baby Grand” (z Billym Joelem)                        | 75           | –            | 3           | –              | –         | –        |
| 1989 | „Ellie My Love” cover Southern All Stars              | –            | –            | –           | –              | –         | 3        |
| 1990 | „I'll Be Good to You” (z Quincy Jonesem & Chaka Khan) | 18           | 1            | –           | –              | 21        | –        |
| 1993 | „A Song for You”                                      | –            | 57           | 9           | –              | –         | –        |
| 2002 | „Mother”                                              | –            | 72           | –           | –              | –         | –        |
| 2005 | „You Don’t Know Me” (z Dianą Krall)                   | –            | –            | 1           | –              | –         | –        |
| 2005 | „Walkin’ & Talkin'”                                   | –            | –            | –           | 6              | –         | –        |

## Albumy studyjne

### Atlantic (1957-1964)
Albumy Raya Charlesa wydane przez wytwórnię Atlantic w latach 1952-1964.
- 1957: Ray Charles (Hallelujah, I Love Her So)
- 1957: The Great Ray Charles
- 1958: Yes Indeed!
- 1958: Soul Brothers (z Miltem Jacksonem)
- 1959: Ray Charles at Newport
- 1959: What’d I Say
- 1959: The Genius of Ray Charles
- 1960: In Person
- 1960: Ray Charles Sextet
- 1961: Soul Meeting (z Miltem Jacksonem)
- 1961: The Genius After Hours
- 1961: The Genius Sings the Blues
- 1961: Do the Twist with Ray Charles!

### ABC
Albumy Raya Charlesa wydane przez wytwórnię ABC.
- 1960: The Genius Hits the Road
- 1960: Dedicated to You
- 1961: Ray Charles and Betty Carter (z Betty Carter)
- 1961: Genius+Soul=Jazz
- 1962: Modern Sounds in Country and Western Music
- 1962: Modern Sounds in Country and Western Music Volume Two
- 1963: Ingredients in a Recipe for Soul
- 1964: Sweet & Sour Tears
- 1964: Have a Smile With Me
- 1965: Live in Concert
- 1965: Together Again
- 1966: Crying Time
- 1966: Ray's Moods
- 1967: Invites You to Listen
- 1968: Portrait of Ray
- 1968: I'm All Yours Baby!
- 1969: Doing His Thing
- 1970: Love Country Style
- 1970: My Kind of Jazz
- 1971: Volcanic Action of My Soul
- 1972: A Message From the People
- 1972: Through the Eyes of Love
- 1972: Jazz Number II

### Crossover (1973–1976)
Albumy Raya Charlesa wydane przez wytwórnię Crossover w latach 1973–1976.
- 1974: Come Live With Me
- 1975: Renaissance
- 1975: My Kind of Jazz, Part 3
- 1976: Live in Japan

### Atlantic (1977–1980)
Albumy Raya Charlesa wydane przez wytwórnię Atlantic w latach 1977–1980.
- 1977: True to Life
- 1978: Love & Peace
- 1979: Ain’t It So
- 1980: Brother Ray Is at It Again

### Columbia
Albumy Raya Charlesa wydane przez wytwórnię Columbia.
- 1983: Wish You Were Here Tonight
- 1984: Do I Ever Cross Your Mind?
- 1984: Friendship
- 1985: The Spirit of Christmas
- 1986: From the Pages of My Mind
- 1988: Just Between Us

### Warner Bros. Records
Albumy Raya Charlesa wydane przez wytwórnię Warner Bros. Records.
- 1990: Would You Believe?
- 1993: My World
- 1996: Strong Love Affair

### Crossover
Albumy Raya Charlesa wydane przez wytwórnię Crossover
- 1977 What Have I Done To Their Songs
- 2002: Thanks for Bringing Love Around Again

### Inne wydania
- 1970: The Best of Ray Charles (album składający się z utworów bez wokalu, nagrywany w latach 1956-1958)
- 1976 Porgy & Bess ( with Cleo Laine)
- 1997: I Wonder Who's Kissing Her Now
- 1999: Blues
- 2004: Genius Loves Company
- 2005: Genius & Friends
- 2006: Ray Sings, Basie Swings